# Врангель, Константин Карлович
Барон Константин Карлович Врангель (нем. Konstantin Karl Wrangell; 16 [28] октября 1837, Новгород — 18 ноября [1 декабря] 1902, Мюнхен) — государственный и военный деятель Российской империи, действительный статский советник (1878) из рода Врангелей, участник Польской кампании 1863 года, чиновник Министерства финансов.

## Биография
Происходил из дворян Эстляндской губернии. Родился 16 (28) октября 1837 года — сын генерала от кавалерии Карла Егоровича Врангеля.
Окончил Пажеский корпус. В 1854 году был произведён в прапорщики Лейб-гвардии Драгунского полка, с назначением в резервный эскадрон этого полка. С 16 июня 1856 года — камер-паж; 30 августа 1859 года произведён в поручики; 17 апреля 1863 года — в штабс-капитаны. Участвовал в усмирении польского мятежа; за отличие в деле 23 мая у фольварка Груже, 3 июля 1863 года был награждён орденом Св. Владимира 4-й степени с мечами и бантом; 27 июня был назначен исполнительным директором полкового квартирмейстера.
С 5 марта 1865 года барон К. К. Врангель был прикомандирован к интендантству Петербургского военного округа, но 14 февраля 1866 года возвратился обратно в армию и 11 марта назначен командующим 2-м эскадроном. В этом же году, 30 августа был произведён в капитаны и награждён орденом Св. Станислава 2-й степени; 30 августа 1868 года к этому ордену ему была пожалована императорская корона.
По возвращении из восьмимесячного отпуска 5 апреля 1869 года барон Врангель был назначен командующим, затем 20 апреля произведён в полковники и 12 мая назначен командиром резервного эскадрона. Был награждён орденом Св. Анны 2-й степени 30 августа 1870 года.
По домашним обстоятельствам 1 мая 1871 года был уволен с военной службы с переименованием в коллежские советники. На гражданской службе барон Врангель был причислен к Министерству финансов и в течение года служил в Эстляндской, Виленской и Московской казённых палатах; 10 мая 1872 года он был назначен управляющим Псковской казённой палатой; деятельность его на этой должности была отмечена 14 мая 1874 года: он получил императорскую корону к ордену Св. Анны 2-й степени; 20 января 1878 года он был произведён в действительные статские советники. Спустя год, 1 января 1879 года, барон К. К. Врангель за отличие по службе и особые труды был награждён орденом Св. Владимира 3-й степени.
В 1884 году был управителем имущества герцога Лейхтенбергского.
Умер в Мюнхене 1 декабря 1902 года.

## Семья
Женился на вдове Г. А. Демидова — Лидии Николаевне (1844—29.11.1886), дочери декабриста Н. Н. Оржицкого. У них была дочь, Наталья и сын Александр (22.07.1872—?).
Второй раз женился 25 апреля 1876 года на дочери генерал-майора С. Ф. Брина — Александре Сергеевне (1847—1878), которая умерла спустя 11 дней после рождения сына Сергея (1878—1926). В дополнение к родовой мызе Кохала, от жены ему досталось крупное имение (1100 десятин земли) в Ярославской губернии.